# 도이 료타
도이 료타(일본어: 土井 良太, 1987년 8월 27일 ~ )는 일본의 축구 선수이다.

## 구단 경력
그는 2006년부터 2017년까지 J리그의 비셀 고베, 더스파 구사쓰, 그루자 모리오카, AC 나가노 파르세이루, 후지에다 MYFC에서 활동하였다.